# Weierstrassov teorem o uniformnoj konvergenciji reda funkcija
Weierstrassov teorem o uniformnoj konvergenciji reda funkcija je teorem u matematičkoj analizi koji služi za određivanje je li beskonačni red apsolutno i uniformno konvergentan.
Odnosi se na one redove čiji su članovi ograničene funkcije. Teorem je nazvan po velikom njemačkom matematičaru Karlu Weierstrassu.

## Iskaz
Neka je {\displaystyle (f_{k})} niz redova funkcija definiranih na nekom skupu {\displaystyle E} i neka postoji niz nenegativnih brojeva {\displaystyle a_{k}} takvih da red {\displaystyle \sum _{k=1}^{\infty }a_{k}} konvergira i {\displaystyle |f_{k}(x)|\leq a_{k}} vrijedi za sve {\displaystyle k\geq 1} i za sve {\displaystyle x\in E}, tada red {\displaystyle \sum _{k=1}^{\infty }f_{k}} konvergira apsolutno i uniformno na {\displaystyle E}.

## Dokaz
Prema teoremu o uspoređivanju redova, red {\displaystyle \sum _{k=1}^{\infty }f_{k}(x)} apsolutno konvergira za
svaki {\displaystyle x\in E}. Neka je
{\displaystyle f(x)=\sum _{k=1}^{\infty }f_{k}(x),S_{n}(x)=\sum _{k=1}^{n}f_{k}(x)} te {\displaystyle A=\sum _{k=1}^{\infty }a_{k},\tau _{n}=\sum _{k=1}^{n}a_{k}.}
Ako je {\displaystyle |f_{k}(x)|\leq a_{k}}, za {\displaystyle k>n_{1}} i sve {\displaystyle x\in E}, tada za sve {\displaystyle m,n\in \mathbb {N} (m>n>n_{1})} i za svaki {\displaystyle x\in E} imamo {\displaystyle |\sum _{k=n+1}^{m}f_{k}(x)|\leq \sum _{k=n+1}^{m}|fk(x)|\leq \sum _{k=n+1}^{m}a_{k}=\tau _{m}-\tau _{n}.}
Odavde, pri {\displaystyle m\rightarrow \infty }, za svaki {\displaystyle x\in E} imamo {\displaystyle |f(x)-S_{n}(x)|<A-\tau _{n}\rightarrow 0,(n\rightarrow \infty ).}
To znači da za svaki {\displaystyle \epsilon >0} postoji {\displaystyle n_{0}\in \mathbb {N} } takav da za svaki {\displaystyle x\in E} vrijedi {\displaystyle (n>n0)\implies |f(x)-S_{n}(x)|<\epsilon }, što znači da red {\displaystyle \sum _{k=1}^{\infty }f_{k}} uniformno konvergira na {\displaystyle E}, što je i trebalo pokazati.